# 塞子

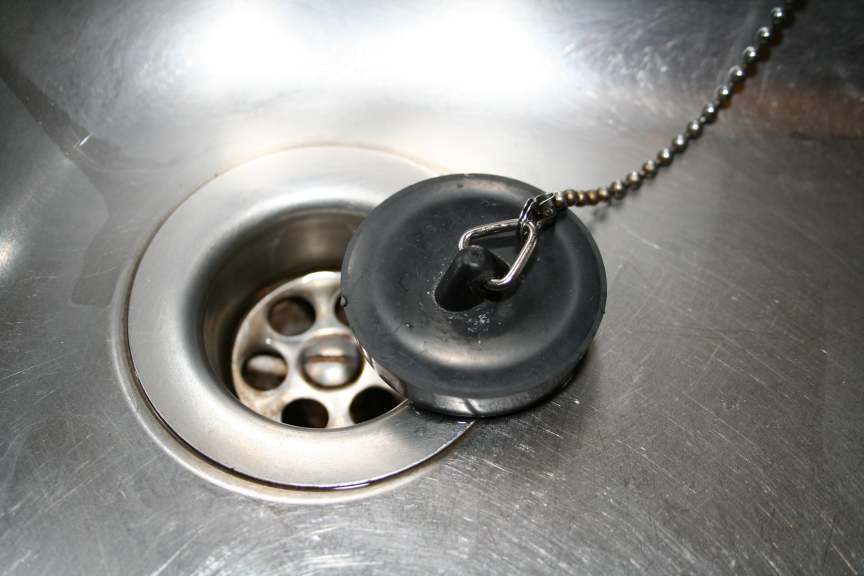
盥洗盆的塞子

卫生设施中的塞子是可以關閉排水管出口，避免液體流出的設備，一般會配合浴室的浴缸、洗手台，或是廚房洗碗槽等使用。
若將塞子塞進排水管出口，液體不會流出，因此浴缸或洗手台就可以裝水或是其他液體。塞子和瓶塞不同，塞子是從設備端塞入排水管中，而瓶塞是從外部塞入瓶口。

## 傳統的塞子
傳統的塞子是由軟質的材料（例如天然橡胶）製成，或是其外緣用軟質的材質。塞子的外徑會略大於排水管的內徑，在塞住時可以密封，使液體不會流出。

## 新型的塞子

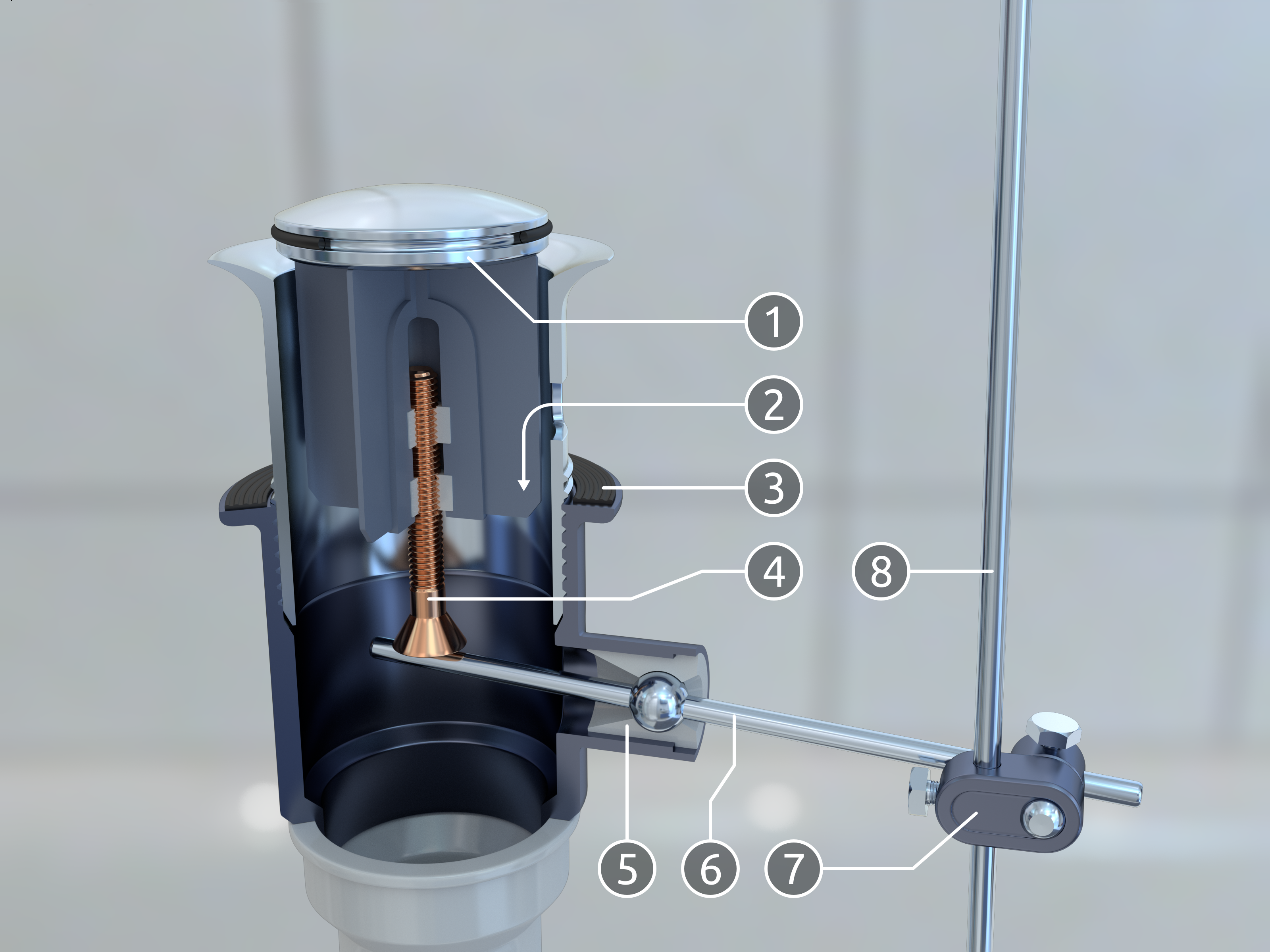
1. 阀板及垫圈
2. 排水管內緣
3. 密封圈
4. 高度調整螺絲
5. 球接頭
6. 致動臂
7. 關節
8. 控制臂

有些新型洗手台不用傳統的塞子，而是裝設新式的上托型塞子，再配合洗手台的手把來開關。塞子往上移時水可以流出，塞子往下移時可閉合洗手台出水口。